# Веерт, Себальд де
Себальд де Веерт (нидерл. Sebald de Weert; 1567, Антверпен — 1603, Баттикалоа) — нидерландский мореплаватель.

## Карьера
В первую экспедицию, снаряженную в 1598 году к берегам Индии, в Магеллановом проливе в 1600 году открыл три острова, названные по его имени Себальдинскими (часть Фолклендских (Мальвинских) островов).
В 1602 году, уже вице-адмиралом, вновь был отправлен с эскадрой к Восточной Индии. На острове Цейлон был убит в 1603 году по повелению местного правителя.

## Память
Описание его путешествия было составлено Бернардом Янсеном, с нидерландского языка было переведено на французский язык и включено в книгу под заглавием «Recueil de voyages de la Compagnie des Indes orientales» («Справочник по путешествиям Ост-Индской компании»).